# Breugel
Breugel is een dorp  in de gemeente Son en Breugel. Breugel ligt aan de oostzijde van de Dommel. Ten zuiden van Breugel ligt het Wilhelminakanaal en de Breugelse Beek vloeit, eveneens ten zuiden van Breugel, in de Dommel. Ten noorden van Breugel is een nieuwbouwwijk gebouwd.
Breugel behoorde tot de 13e eeuw bij het Allodium van Rode, dat onder invloed stond van het graafschap Gelre. Door een grafelijk huwelijk kwam dit gebied in 1229 aan de hertog van Brabant. Sindsdien hoorde het tot het kwartier van Peelland.

## Bezienswaardigheden

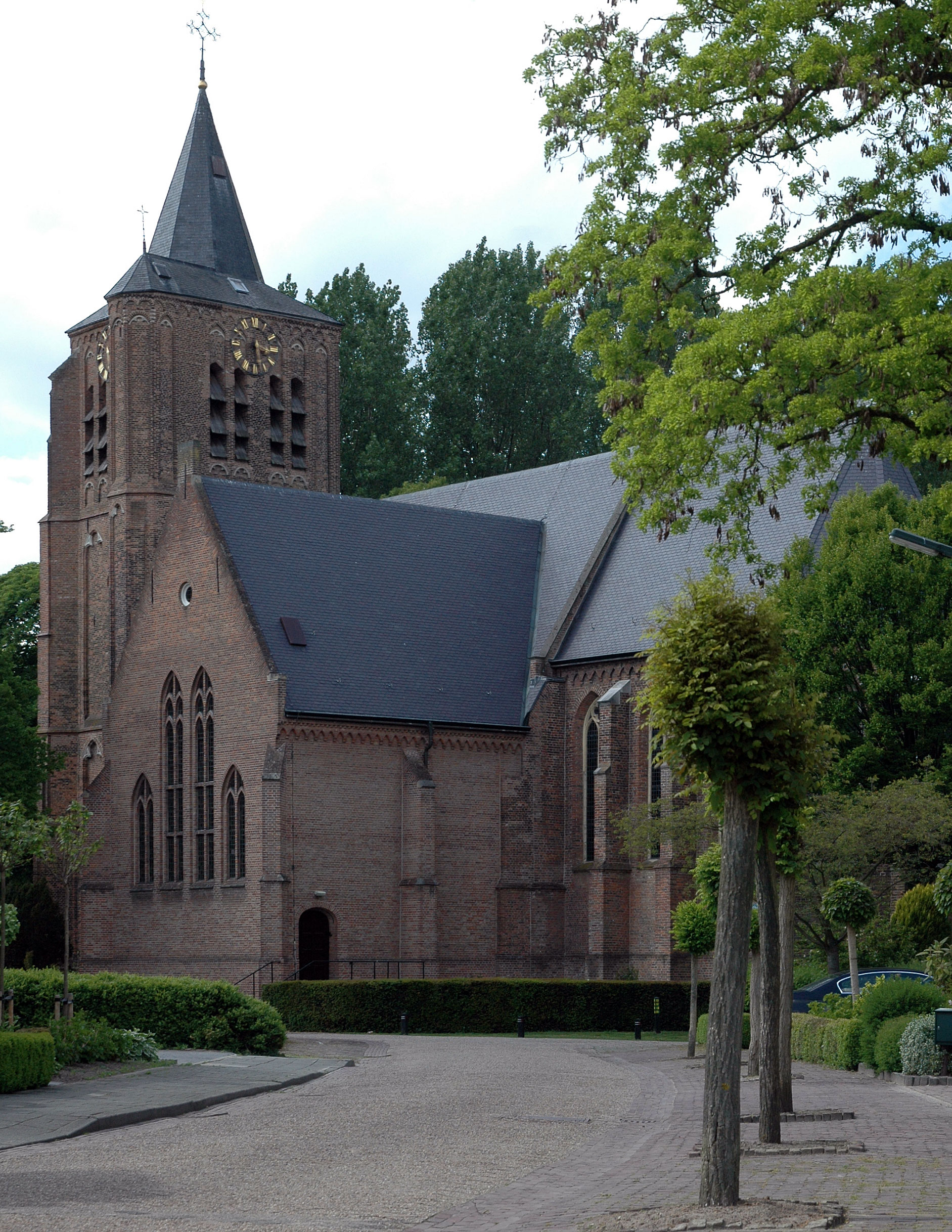
De Sint-Genovevakerk

- Sint-Genovevakerk, een gotisch bouwwerk uit de 15e eeuw.
- Pieter Bruegelmonument. Er staan twee monumenten voor Pieter Brueghel de Oude vlak bijeen: een wat grijze zuil die in 1926 werd ontworpen door Alexander Kropholler en een in 1996 opgesteld bronzen borstbeeld van de hand van Jan Couwenberg.

## Natuur en landschap
Breugel is gelegen in het Dommeldal. Ten noorden is een dekzandgebied met verspreide naaldbosjes: Mosbulten en Zwijnsbergen. Ten zuiden van het dorp liggen beemden en akkers.
- Breugelse Beemden. Dit is een gebied met broekbossen in en bij het dal van de Dommel. Het wordt beheerd door het Brabants Landschap.

## Nabijgelegen kerkdorpen
Nijnsel, Mariahout, Lieshout, Nederwetten, Son.

## Beroemde inwoners
- Pieter Bruegel de Oude is waarschijnlijk in Breugel geboren, omstreeks 1515. Er zijn twee monumentjes te zijner ere.

Dorpen: Son · Breugel

Buurtschappen: Driehoek · Eind · Hooidonk (deels) · Houtens · Keske · Olen (deels) · Sonniuswijk · Stad van Gerwen (deels) · Wolfswinkel

Noord-Brabant: Steden en dorpen      Nederland: Provincies · Gemeenten